# Conophytum bruynsii
Conophytum bruynsii är en isörtsväxtart som beskrevs av Steven A. Hammer. Conophytum bruynsii ingår i släktet Conophytum, och familjen isörtsväxter. Inga underarter finns listade i Catalogue of Life.